# Грицук, Пётр Яковлевич
Пётр Яковлевич Грицук (бел. Пётр Якаўлевіч Грыцук; 7 июля 1927, Именин, Полесское воеводство — 20 сентября 2008) — белорусский животновод, скотник колхоза «Родина», Герой Социалистического Труда.

## Биография
Родился 7 июля 1927 года года в деревне Именин, центре Именинской гмины Дрогичинского повета Полесского воеводства Польши. Из семьи крестьян. Начальное образование получил в местной польскоязычной школе.
После воссоединения Западной Белоруссии с БССР Пётр Грицук продолжил учёбу уже на белорусском языке и в 1941 году окончил шесть классов Именинской неполной средней школы. Рано начал трудовую деятельность, помогая родителям вести хозяйство.
С началом Великой Отечественной войны вместе с семьёй остался на оккупированной территории. В 1944 году стал связным командования отряда имени А. А. Жданова партизанской бригады имени Я. М. Свердлова. Занимался сбором одежды и продовольствия для партизан. После воссоединения бригады с передовыми частями Красной Армии в июле того же года вернулся к крестьянскому труду в родительском хозяйстве.
С достижением призывного возраста был призван на службу в Советскую Армию, которую продолжал до 1951 года, когда в звании сержанта был уволен в запас и вернулся на родину. Поступил работать конюхом в колхоз имени Жданова (с 1959 года — «Родина»).
В 1956 году перешёл скотником на центральную животноводческую ферму. С первых дней работы проявил энергичность и трудолюбие. За короткий срок работы скотником П. Я. Грицук приобрёл богатый опыт, достигнув успехов в повышении продуктивности животноводства. Уверенно вышел на передовые позиции в социалистическом соревновании среди животноводов района, из года в год, удерживал их, по итогам семилетки добился наилучших показателей по среднесуточным привесам животных.
Указом Президиума Верховного Совета СССР от 22 марта 1966 года за достигнутые успехи в развитии животноводства, увеличении производства и заготовок мяса, молока, яиц, шерсти и другой продукции Грицуку Петру Яковлевичу присвоено звание Героя Социалистического Труда с вручением ордена Ленина и золотой медали «Серп и Молот».
Неоднократно участвовал в работе Выставки достижений народного хозяйства (ВДНХ) СССР, был награждён почётными дипломами и медалями Главного выставочного комитета. В составе делегаций посещал Польшу, Венгрию, Чехословакию, где изучал опыт животноводства этих стран и делился своими достижениями. Пётр Грицук ежегодно перевыполнял плановые задания и принятые социалистические обязательства, а выращенный им скот характеризовался высокой степенью упитанности. Так, в 1972 году он откормил 234 головы крупного рогатого скота средним весом 335 килограммов каждая. Среднесуточный привес по итогам второго года девятой пятилетки составил 820 граммов.
За годы 10-й пятилетки откормил 800 голов скота при плане 750, получил валовой привес 794, а среднесуточный привес составил 875 граммов. Колхозом было сдано государству мяса в живом весе 296 тонн, то есть задание было выполнено на 113 процентов. В дальнейшем он довёл среднесуточные привесы в своей группе до рекордных показателей в 1100—1150 граммов и тем самым внёс весомый вклад в расцвет колхоза «Родина».
Член КПСС с 1977 года. Избирался членом правления колхоза, депутатом Дрогичинского районного и Именинского сельского Советов депутатов трудящихся.
В 1987 году вышел на пенсию. Жил в родной деревне. Умер 20 сентября 2008 года.

## Награды
- Герой Социалистического Труда, 22 марта 1966 года
  - Орден Ленина № 339437
  - Медаль «Серп и Молот» № 12074
- Орден Трудового Красного Знамени, 27 декабря 1976
- 4 медали ВДНХ СССР

### Комментарии
1. ↑  По другим данным, 28 июня